# Cruise Terminal Rotterdam

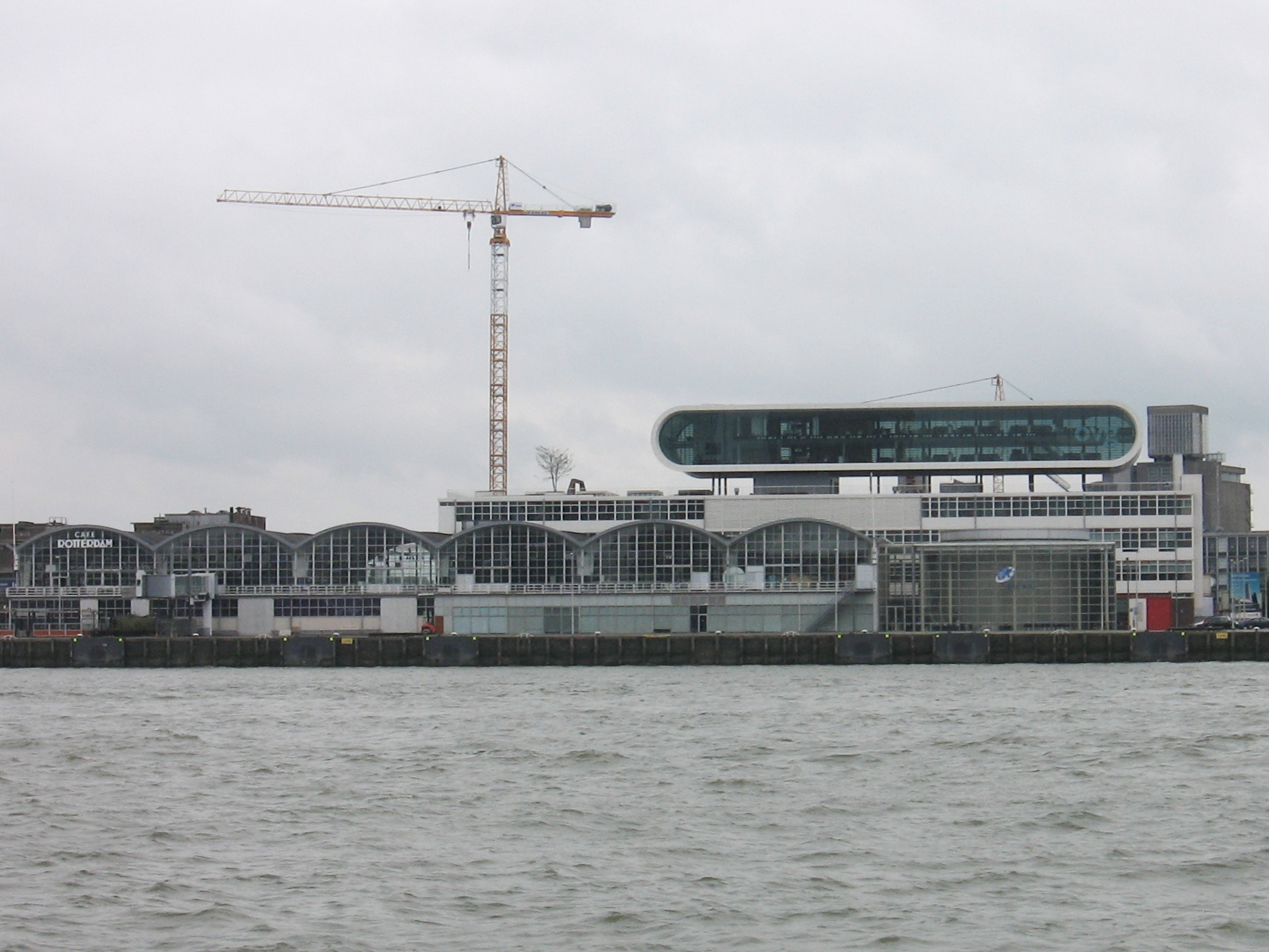
Cruise Terminal Rotterdam

De Cruise Terminal is een gebouw op de Rotterdamse Wilhelminapier.
Cruise Terminal Rotterdam deed dienst als aankomst- en vertrekhal van de Holland-Amerika Lijn en is industrieel erfgoed. De Cruise Terminal Rotterdam wordt nog steeds gebruikt door grote passagiersschepen als deze Rotterdam bezoeken. De Terminal staat nu vooral bekend om het café/restaurant dat erin gevestigd is in combinatie met een evenementenhal van 3800 m².